# ادلایدا (کالیفرنیا)

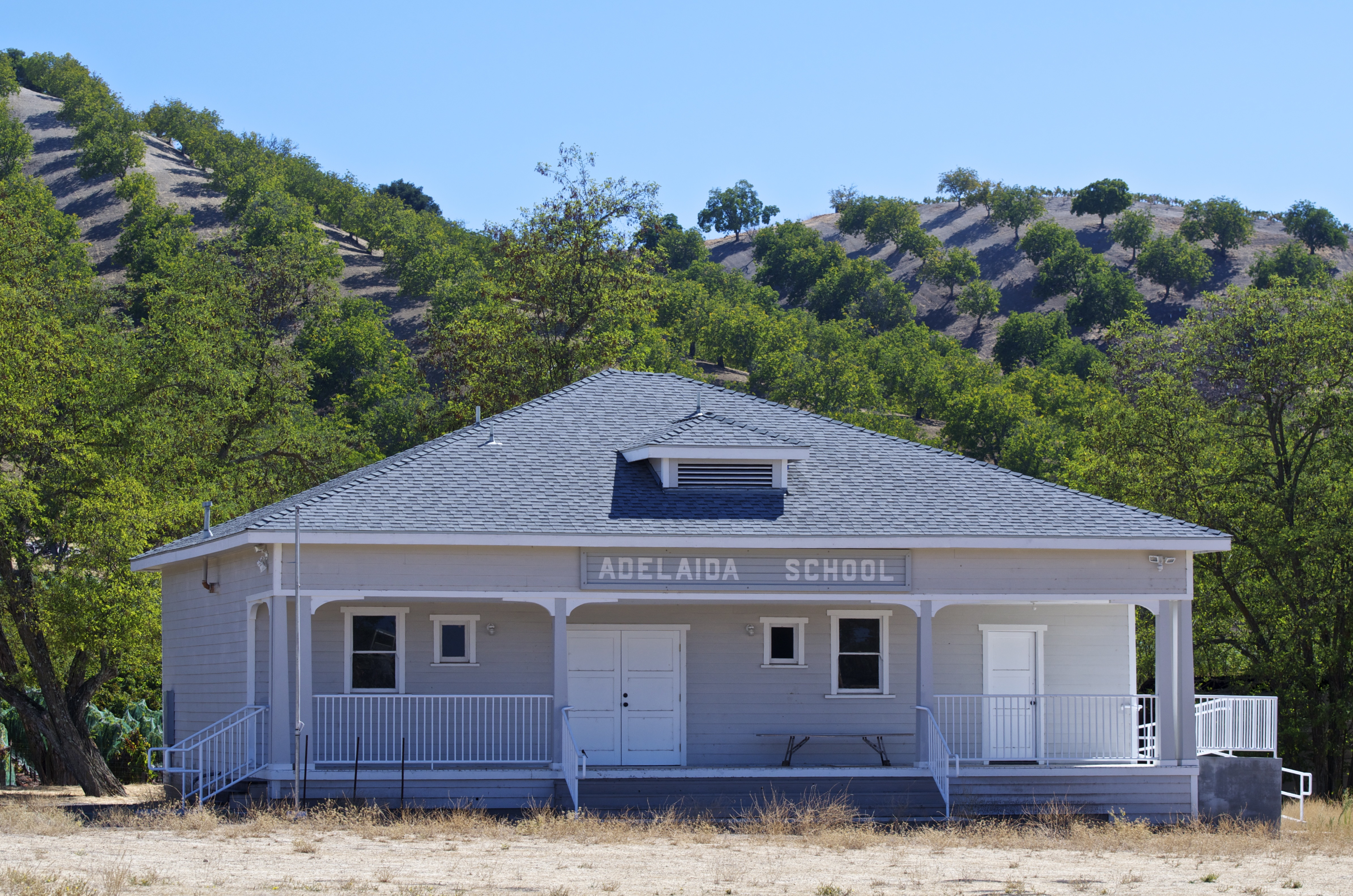
مدرسه ادلایدا

ادلایدا، کالیفرنیا (به انگلیسی: Adelaida, California) یک محدوده ثبت‌نشده در ایالات متحده آمریکا است که در کالیفرنیا واقع شده‌است.

## خصوصیات
ادلایدا ۴۲۷٫۹۴ متر بالاتر از سطح دریا قرار دارد.